# Bartoszowice

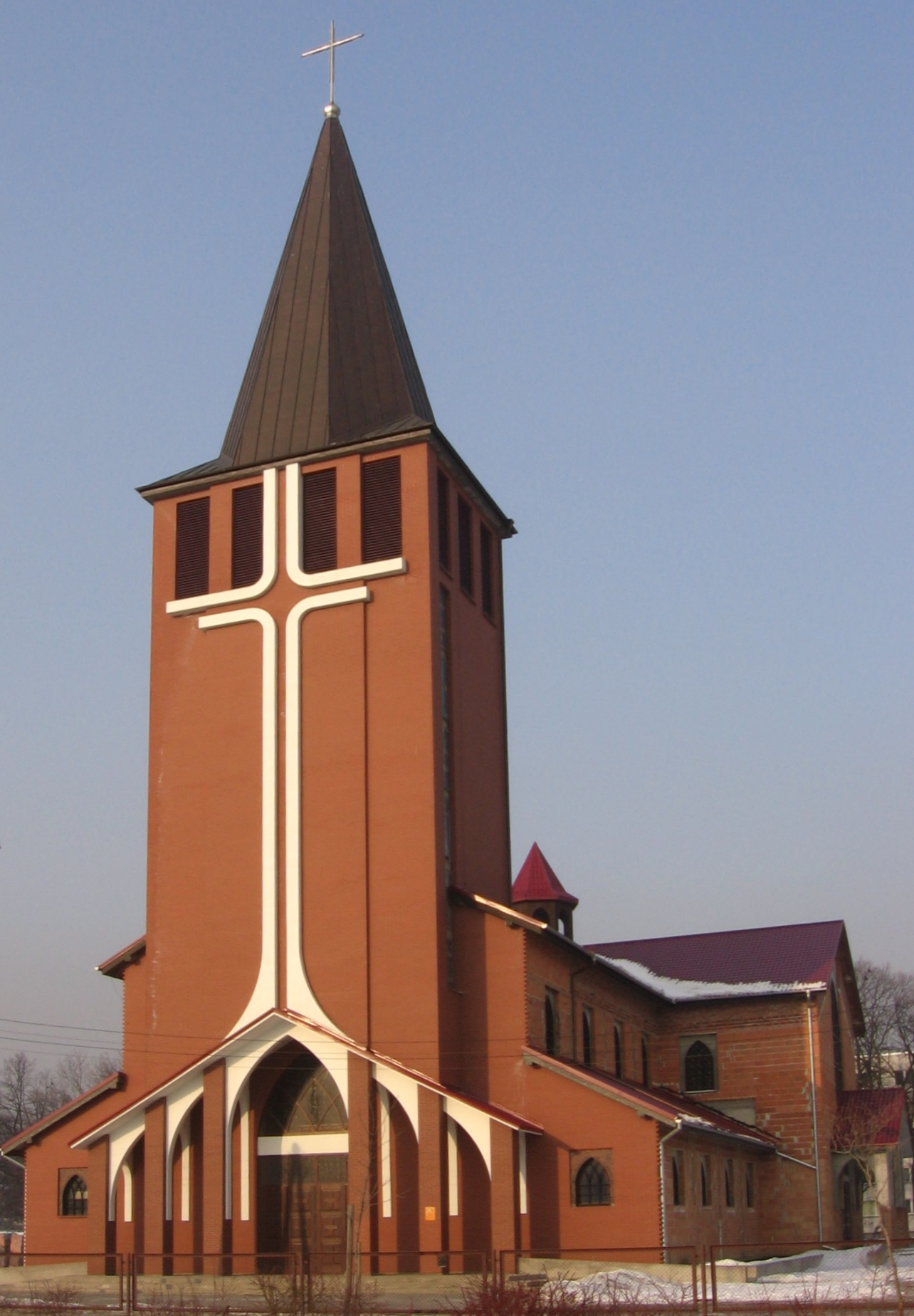
Kościół pw. św. Faustyny na Bartoszowicach

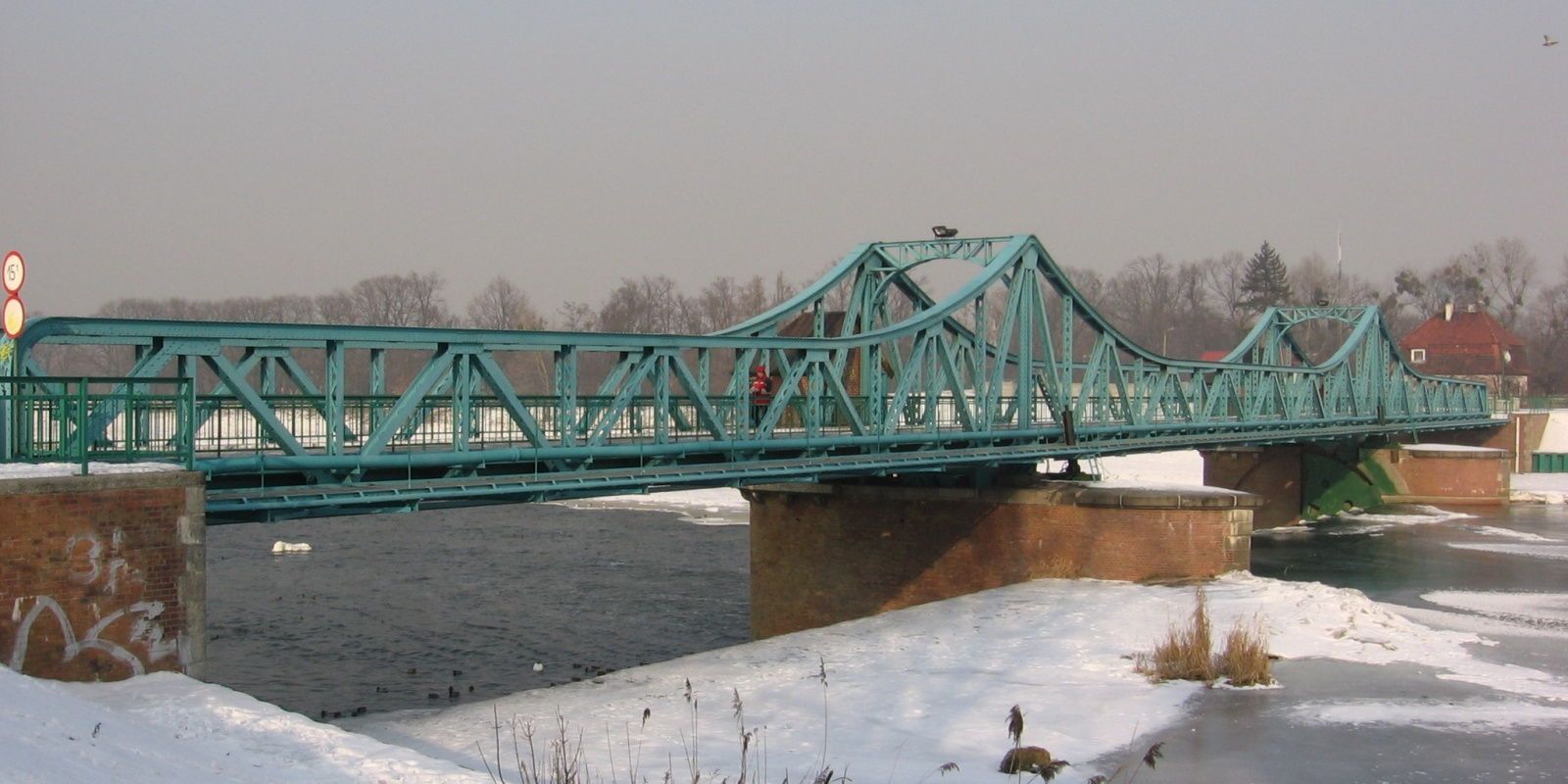
most Bartoszowicki

Bartoszowice (niem. Bartheln, po 1945 przejściowo Bartków) – część (zwyczajowo nazywana osiedlem) Wrocławia, na osiedlu Biskupin-Sępolno-Dąbie-Bartoszowice. Położone we wschodniej części Wielkiej Wyspy, graniczą na niej z Sępolnem i Biskupinem, a przez Odrę i jej kanały ze Strachocinem i Opatowicami.

## Nazwa
Nazwa osiedla jest pochodzenia polskiego i wywodzi się od imienia Bartosz. Zgermanizowana nazwa brzmiała Bartheln. Po wojnie przejściowo spolszczono ją jako Bartków, jednak dzięki ponownemu rozpatrzeniu przez Witolda Taszyckiego powrócono do nazwy Bartoszowice.

## Historia
W średniowieczu teren obecnych Bartoszowic był częścią wsi (obecnie osiedla) Opatowice i wraz z nią leżały na lewym brzegu Odry. Wobec częstych tu powodzi rejon ten był wykorzystywany głównie do hodowli. Właściciel wsi, wrocławski możnowładca Piotr Włostowic, fundując opactwo św. Wincentego na Ołbinie podarował ją w 1149 zakonnikom. Po przekopaniu w XVI wieku nowego koryta Odry w kierunku Szczytnik Bartoszowice wraz z sąsiednim Biskupinem i Sępolnem znalazły się na brzegu prawym (północnym) nowo poprowadzonej rzeki, a Opatowice zostały na lewym. W zapiskach z roku 1550 zachowała się wzmianka o istniejącym tutaj folwarku.
Niemiecką nazwę Bartheln zanotowano po raz pierwszy w roku 1794, niektórzy wywodzą ją od polskiego imienia Bartłomiej. Rok później zanotowano tu 9 (dziewięciu) mieszkańców, a pół wieku później (1845) – siedem domów, folwark i cegielnię, razem 74 mieszkańców, w tym 6 rzemieślników. Po wielkiej powodzi w lipcu 1903 w ramach kolejnej gruntownej przebudowy systemu wodnego miasta, podjęto budowę dwóch równoległych kanałów - Nawigacyjnego i Przeciwpowodziowego - łączących koryto Odry na wysokości Wyspy Opatowickiej z korytem Starej Odry na wysokości mostów Warszawskich. Kanały przeprowadzono w znacznej części wzdłuż starorzecza, którym Odra płynęła do wieku XVI; oddzieliły one Bartoszowice od Strachocina. Budowę tę zakończono w  1916, tworząc nowy węzeł wodny ze śluzami i jazami.
Bartoszowice włączono w granice Wrocławia w roku 1928. Do lat 60. pozostawały słabo zaludnionym osiedlem peryferyjnym, w dużej części jego terytorium znajdowały się łąki oraz uprawy kwiatów, warzyw i owoców. Dopiero w latach 60. rozpoczęto zabudowę tego terenu (czteropiętrowe bloki według projektu arch. Jerzego Kociubińskiego), w następnym dziesięcioleciu także wyższe budynki, w większości w systemie wielkiej płyty. W roku 1997 rozpoczęto tu budowę kościoła pod wezwaniem siostry Faustyny.

## Granice
Granice osiedli Bartoszowice i Biskupin przebiegają wzdłuż ulic Mielczarskiego, Sempołowskiej, Norblina, Olszewskiego, Wojtkiewicza i Żaka i nawet dla mieszkańców obu osiedli są trudne do bezbłędnego wyznaczenia. Na pograniczu Bartoszowic i Sępolna lokalizowanym w okolicach ulicy Smętnej znajdują się m.in. ogródki działkowe oraz Cmentarz Świętej Rodziny.

## Transport
Bartoszowice mają połączenie tramwajowe i autobusowe z centrum miasta, główną osią komunikacyjną jest ulica Olszewskiego. Oprócz tego z Bartoszowic można przejść pieszo lub przedostać się rowerem przez most Bartoszowicki i mostek nad sąsiadującą śluzą Bartoszowicką na Strachocin, albo też na Opatowice przez Jaz Bartoszowice i Śluzę Opatowice.